# Ganglion ciliaire

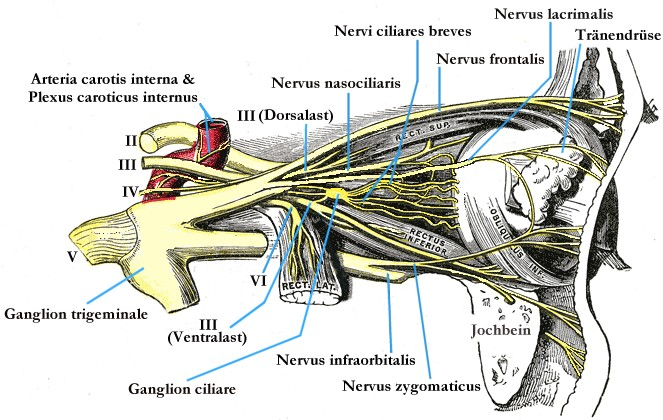
Position du ganglion ciliaire droit

Le ganglion ciliaire (ganglion ophtalmique en ancienne nomenclature) est un petit ganglion nerveux situé dans l'orbite et intervenant dans l'innervation autonome de l'œil.
Le ganglion ciliaire est situé dans l'orbite contre la face latérale du nerf optique à proximité du foramen optique. Il a une racine parasympathique issue du nerf oculomoteur, une racine sensitive issue du nerf trijumeau et une racine sympathique issue du plexus carotidien. Les rameaux efférents sont les nerfs ciliaires courts qui pénètrent la sclère et se destinent également à la cornée, à la choroïde, au corps ciliaire et à l'iris.
Il est en rapport en dedans avec le nerf optique, en haut avec l'artère ophtalmique et en bas avec le muscle droit supérieur. 